# Lygodactylus scorteccii
Lygodactylus scorteccii (карликовий гекон Скорчетті) — вид геконоподібних ящірок родини геконових (Gekkonidae). Мешкає в Кенії і Сомалі. Вид названий на честь італійського герпетолога Джузеппе Скорчетті.

## Поширення і екологія
Карликові гекони Скорчетті мешкають в прибережних районах на півдні Сомалі, в Середній і Нижній Шабелле, Середній і Нижній Джубі та в Бенадірі, а також на північному сході Кенії, на південь до річки Тана, можливо, також в Ефіопії. Вони живуть на деревах в сухих саванах і напіпустелях. Ведуть денний спосіб життя, живляться комахами.